# スズキ・GSX
GSX（ジーエスエックス）は、スズキが製造・発売する、気筒当たり4バルブの4ストロークエンジンを搭載したスズキのスポーツ・ツーリング向けのオートバイのシリーズ。最初のGSX型は2バルブのGSシリーズの後に続く4ストロークのロードスポーツのシリーズとして1980年に導入された。
北アメリカではスズキの4バルブおよび2バルブの4ストロークのオンロードモデルはどちらも Suzuki GS と表記された。
4バルブエンジンとともに2バルブエンジンも並行生産され、大排気量の2バルブ4気筒エンジンとはシャフトドライブが組み合わされ、GSXシリーズがパフォーマンス指向なのにたいして、GS850GやGS1100Gなどのようによりツーリング指向に仕立てられている。

## GSXの開発
2バルブのGSシリーズはスズキの初めての本格的な4ストローク・オートバイへの進出だった。スズキは1950年代中ごろにコレダの商標で90ccから123㏄の4ストローク単気筒のオンロードモデルを生産していたが、1976年まではスズキは第一に2ストローク・オートバイの生産者だった。スズキの公道用オートバイのシリーズは、1970年代半ばにはほぼすべて2ストローク車だった（ヴァンケル・ロータリーを搭載したスズキ・RE-5と言う変わり種もあるが）。洗練されたスズキ・GTシリーズと、フラグシップで2ストローク水冷3気筒CCIS搭載のスズキ・GT750がこのシリーズの特徴である。並列2気筒のGS400と共に1976年に導入されたGS750がスズキの初の大排気量多気筒4ストローク車だった。GSは当時の日本製オートバイで一般的だった4ストローク4気筒エンジンを搭載したUniversal Japanese Motorcycleのスズキ版である。63馬力の空冷、ツインカム、直列4気筒のGS750は最初のレーサーレプリカである1985年の空油冷のスズキ・GSX-R750が発売されるまでのGS/GSXシリーズのスタイルを決定した。GS750の2バルブエンジンは、スズキの2ストロークエンジンの設計と製造の長い歴史の影響を受けており、新しい4ストロークエンジンでは2ストロークエンジンのボトムエンドで一般的に用いられているローラーベアリング付きクランクシャフトとなっている。

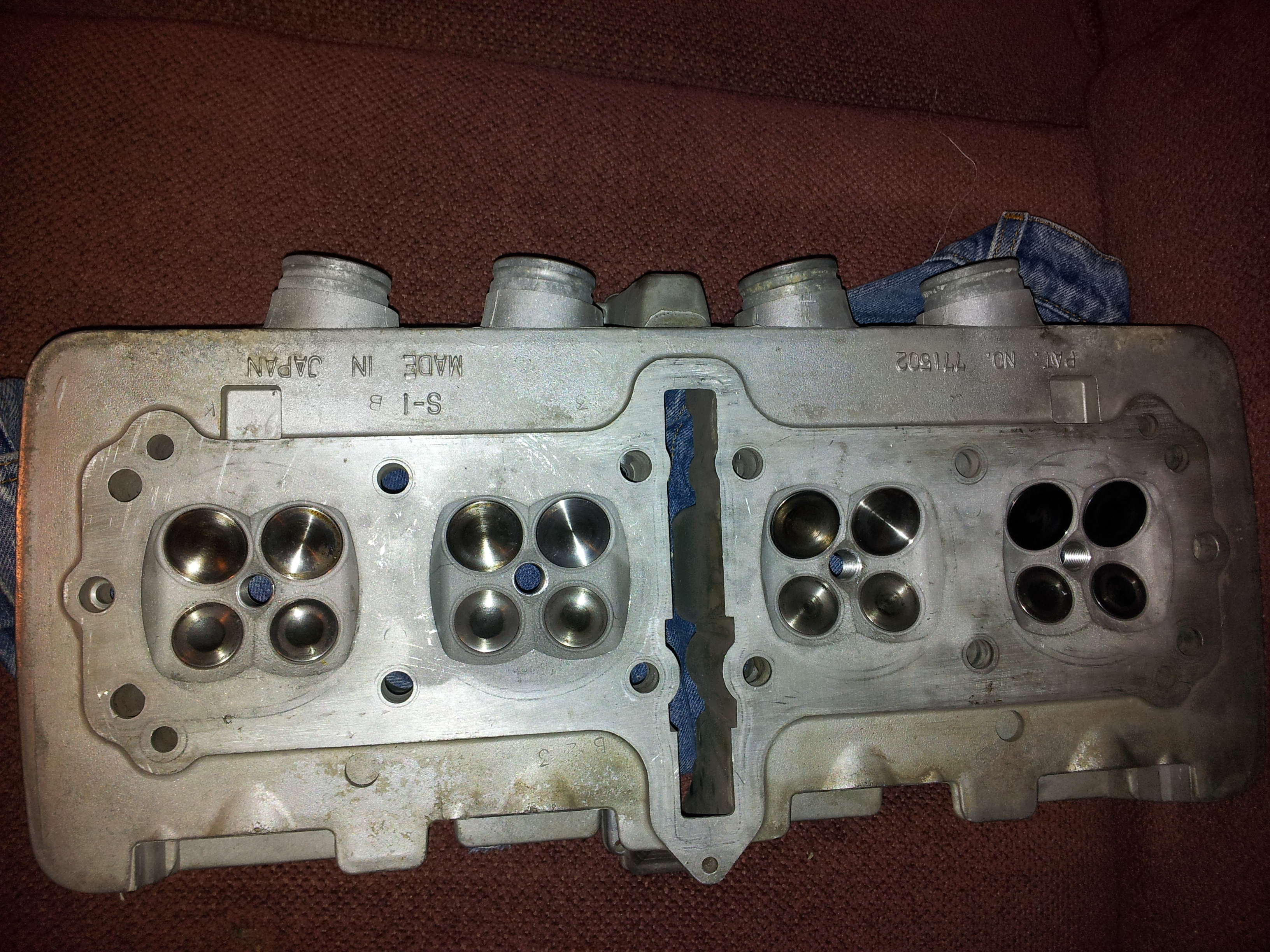
GSX1100の16バルブヘッド

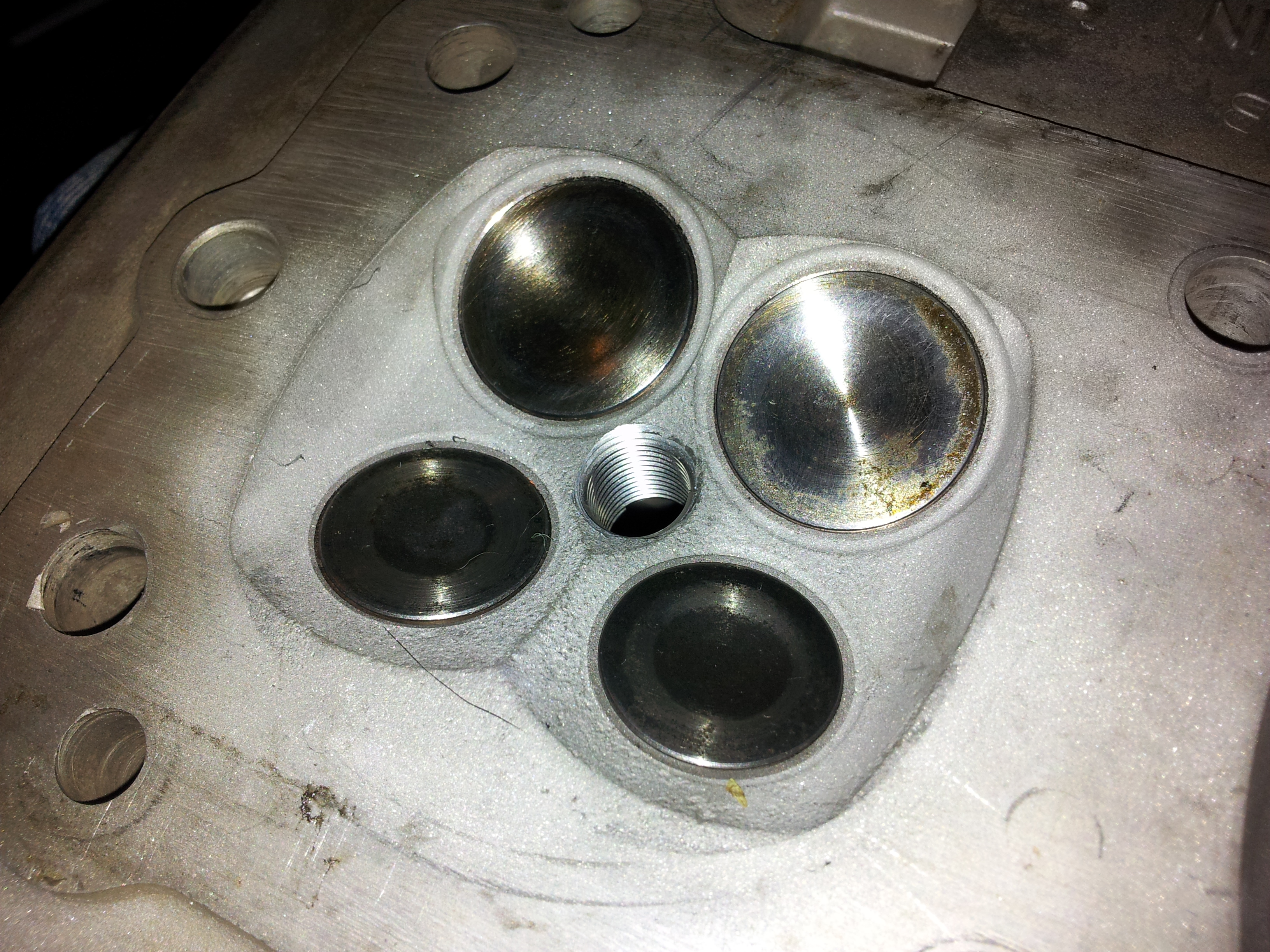
GSX1100のTSCC詳細

GSXのエンジンの大きな特徴はGSシリーズのドーム型ピストンと、一般的な気筒当たり2バルブの半球形燃焼室の組み合わせから、フラットトップ型ピストンと気筒当たり4バルブのツイン・スワール燃焼室（TSCC）への転換である。TSCCの構成は本質的にはペントルーフ型燃焼室の修正であり、そこに吸気流に平行なわずかなでっぱりを燃焼室の尾根部分に設けている。これはより良い火炎伝搬を通じて燃料の燃焼速度を上げるために、吸入される混合気の制御されたスワール（旋回）を促進するためだった。比較的狭いバルブ挟み角とフラットトップ型ピストンによって形成された浅い燃焼室による少ない熱損失と相まって、より高い燃焼速度は同排気量のGSエンジンに対して、GSXエンジンがより高い出力とトルクを発生することを意味した。
最初のGSXエンジンのもう一つの大きな違いはシムとバケットによる直打式バルブ駆動から、吸気と排気のバルブ挟み角が狭くなったことから、カムシャフトに対してバルブスプリングとバルブステムが内側になるように短い二股のロッカーアームを介したバルブ駆動への移行だった。ヘッド部分を別にすれば、GSおよびGSXのエンジンは一般的な設計を採用していた。
GSXと名付けられたオートバイの現在のラインナップは、初期から中期のGSX-Rシリーズの以前のスーパー・スポーツ・エンジンの派生モデルを使用した、全く異なるデザインとなっている。

## 初期のGSX

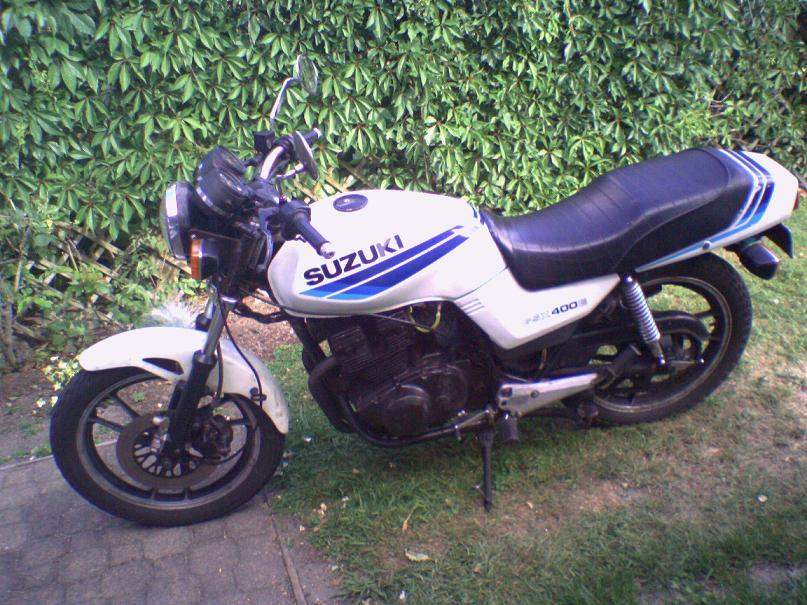
GSX400Eのサイドカバーを取り付けた1983年式GSX250E

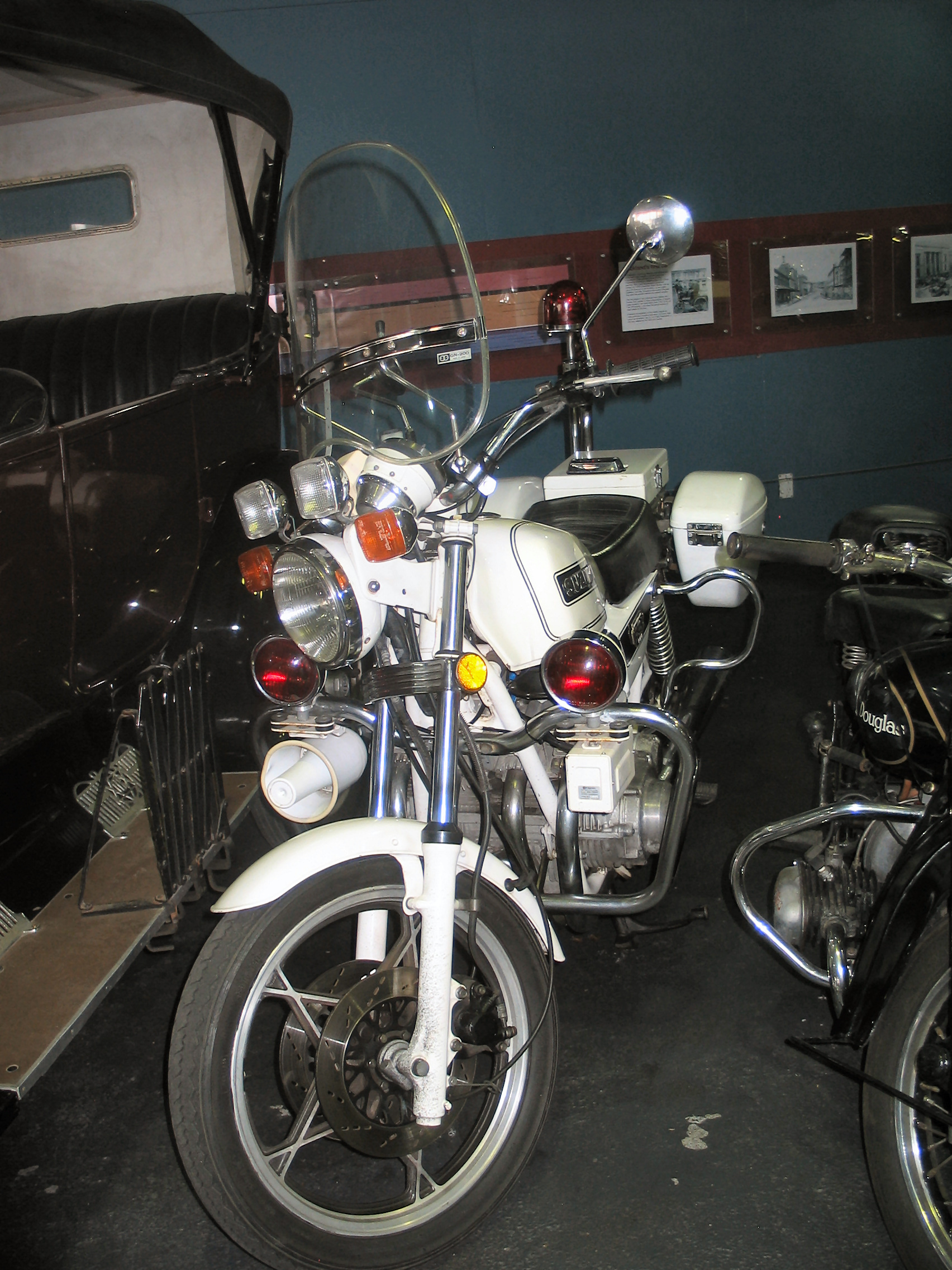
ニュージーランド交通省で使用された1982年式GSX75

最初期のGSXモデルは2気筒のGSX250とGSX400である。
これらのスズキGSXモデルは、気筒当たり2バルブの空油冷4ストローク車のGSシリーズの進化系である。最初の4バルブエンジンは1980モデルイヤーに生産されたが、合衆国とカナダでは1986年にGSX-Rシリーズが発売されるまで”GS”と名付けられていた（合衆国外ではGSX-Rは1985年に発売されている）。これらのGSX型エンジンはスズキのTSCC（ツイン・スワール燃焼室）式エンジン設計を基本としており、以前の2バルブ型との共通点は少ない。1999年、アジア市場専用のスポーツツアラー Thunder GS250が投入された。その後、2001年にGSXの型式名が与えらえたが、2005年には完全に製造中止となった。スズキ・カタナも同じTSCCエンジンを搭載するが、型式名はGSX-Sとされた。しかしながら、これは前述の Thunder のように、より現代的なスポーツ・ツアラーのGSX-Fカタナとはほとんど共通点がない。
TSCCエンジンは、1983年に完全に新しいスズキ初のモノショックを搭載したネイキッドモデル（海外のみ、GSX750E）とハーフカウルを備えたGSX750E（海外ではGSX750ES）の2機種のスポーツモデル導入に向けて再設計された。このバイクはテスト雑誌から確かな評価を受けたが（そして、その年のテスターの好む750㏄スポーツモデルとなったが）、ホンダVF750Fの新設計のV4エンジンとのタイミングの悪い対決となってしまった。
1983年式GSX750Eはエアスプリング調整付きアンチダイブフォーク、プリロードおよび圧縮調整付きモノショックのリアサスペンション、前後ディスクブレーキ、燃料計およびディジタルギアポジション表示を備えていた。さらに重要なことに、83年式GSX750Eは、前輪に以前のモデルの19インチホイールに替えて16インチとした、スズキ初の一般向けオートバイだった。スズキでの16インチホイールの最初の量産車はGS650ターボだった。16インチの前輪は前輪のジャイロ効果が減少することと、前輪接地面を短く幅広くすることによるハンドリングの素早さから、1980年代初期から中ごろにかけて500㏄グランプリで開発されて使われていた。公道上では16インチホイールはでこぼこの多い路面での不安定性からすぐに人気がなくなった。
米国政府が700㏄を超えるオートバイに50%の関税を課したため（1988年に廃止）、1984年に米国市場にエンジンストロークを減らして、外観をすこしかえたGS700が投入された。その他の市場では引き続き750ccモデルが販売された。700㏄への変更にはより高いピストンと、やや異なるカムプロファイル（リフト量とタイミング）が含まれていた。これに加えて、工場でのギア比の変更によって、スズキはエンジン排気量が15%小さくてもGSX750Eとほぼ同じ性能を備えた米国専用のオートバイを製造することができた。50%の関税は、1980年代なかばに米国で販売された、ショートストローク化でされた650㏄と700ccの日本製オートバイが多いことの背景であり、米国独自のものであり、世界の他の地域に比べて米国市場でGSX-Rのデビューが一年遅れた理由でもある。ネイキッドモデルのGS700Eと、ビキニカウルを装備したGS700ESが入手可能だった。
米国市場以外では、GSX750SカタナがGSX750Eと同じエンジンと、16インチの前輪でフルモデルチェンジされた。1984年には全く新しいGSX-R750の発売が、レーサーレプリカの新しい方向性を示した。GSXシリーズは、スズキのラインナップのフラッグシップモデルの役割から降りることになった。1984年には世界の他の地域でGSX750ES （国内ではGSX750E）のカラーリングが新しくなり、ネイキッドモデルが廃止され、ハーフカウルのESとフルサイズのアッパーカウルと、ロワースポーツカウル（米国では工場オプショとしても利用できない）を備えた"EF"モデルが登場した。

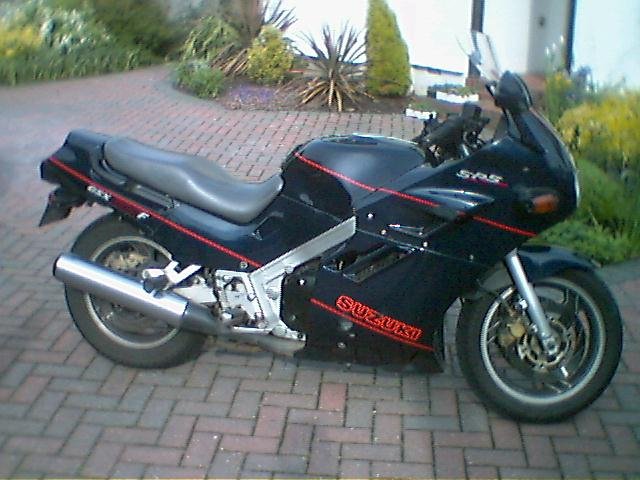
GSX1100F.

GSX750Eはさらに数年継続したが、最終的に米国でカタナとして販売されているスポーツツーリング指向のGSX-Fシリーズに置き換えられた。オリジナルのハンス・ムートがデザインしたGSX-Sカタナも、1980年代半ばまでにスズキのグローバル・ラインナップから脱落し、スポーツ/レースの役割は軽量なSAC（スズキ・アドバンスト・クーリング・システム）を採用した空油冷のGSX-Rにが担うことになった。GSX1100は1984モデルイヤーに16インチの前輪を与えられ、フルフェアリングを装備した124馬力のマッスルバイクGSX1100EFE（米国ではGSX1150EF）へと大幅に変更された。大型バイクはクラシックなスーパーバイクとして今なお求められているが、デチューンしたGSX-Rのエンジンを搭載し、電動スクリーンを装備するなど大幅にボディ形状が変更され、サスペンションとブレーキのアップグレードと、フレームを更新した1100Fに置き換えられた。

## 現在のGSX

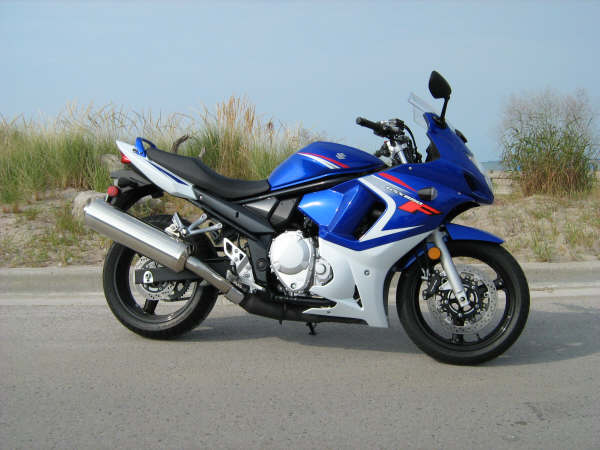
スズキGSX650F

GSX750S（米国：カタナ）には、スズキの他のビッグボア4バルブモデルと共に、1984年に更新されたエンジンが搭載された。
これは最初のスズキ・GSX-Rシリーズのベースとなったエンジンである。
現在のGSXシリーズは、2006モデルイヤーの末までバンディット・シリーズに使用されている、気筒当たり4バルブを備えたこの直列4気筒エンジンの派生モデルを搭載している。これはSACS（スズキ・アドバンスト・クーリング・システム）と呼ばれる空油冷システムと組み合わされている。
現在のGSXシリーズはGSX600FおよびGSX750Fがフェアリング付きのスポーツツーリングモデルの第2世代としてとして、GSX750とGSX1400がネイキッドの2本サスモデルとして生産されている。
2008年から製造されたGSX650Fは、基本的にバンディット650のバリエーションであり、仕様と部品はほぼ同様である。しかしながら、追加された低いフェアリングはスズキ・GSX-Rシリーズと同様のスポーティな外観を提供しており（ただし、バンディットのシャシーはGSX-Rと比較して50kgの余計な重量を運ぶことになる）、エンジンはわずかながらも回転数を上げるためにリマッピングされ、サスペンションも微調整されていた。バンディットとは異なり、一体型シートも用意視されていた。
初期のGSX750およびGSX1200イナズマ（GSX750WおよびGSX1200W）は、GSFバンディットに加えて、日本および欧州に短期間供給され、より伝統的なスタイルと、高い組み立て品質を求める顧客に対応した。海外への輸出で十分な人気を博し、すぐに現在のGSX1400へと発展した。
これらの最新の米国以外のGSXシリーズはエンジンの遠い先祖を除いて、80年代前半から中期のいとこたちとはほとんど共通点がない。
GSX100Sカタナは日本国内市場に向けてアニバーサリーモデルとして数回再発売されており（GSX400Sカタナは、1980年代初頭からスタイリングに非常に人気のあるモデルであり続けている）、ヨシムラは最近、完全に作り直されたGSX1100Sカタナを少数販売したが、購入希望者は購入の機会を得るためにはエッセイコンテストで勝つ必要がある。
アクロスとして知られるGSX250Fは、車体後方の燃料タンクと、通常は燃料タンク位置にあるヘルメット収納が特徴的である。